# Pulverbach (Saar)
Der Pulverbach ist ein etwa dreieinhalb Kilometer langer linker Zufluss der Saar in der Stadt Saarbrücken im Saarland und das Hauptgewässer des dortigen Deutschmühlentals.

## Geographie

### Verlauf
Der Pulverbach entspringt zwischen der Avenue de la Paix und der Avenue de la Source im Siedlungsteil Habsterdick der Stadt Stiring-Wendel im französischen Département Moselle nahe an der Grenze zu Saarbrücken. Er fließt anfangs mit etwas Abstand von den Häuserzeilen rechts und links in der feuchten, baumbestandenen Mulde des Deutschmühlentals nordöstlich. An der Landesgrenze endet die begleitende Bebauung, der Wald wird dichter und der Bach passiert nun den Saarbrücker Hauptfriedhof. Wo dieser nördlich auskeilt, läuft aus dem Südosten der Friedhofsbach in einem großen Weiher zu, begleitet von der Dr.-Vogeler-Straße. Wenig später mündet aus derselben Richtung der Folstergraben, der auf seinem kurzen Weg zwei Weiher durchflossen hat. 
Der Pulverbach zieht nun in immer mehr nördlicher Richtung. Wo er am Saarbrücker Spielcasino zum Deutschmühlenweiher angestaut ist, erfährt er durch den Ehrentalbach noch einmal Zufluss aus dem Südosten. Schließlich mündet er am Saarbrücker Messegelände von links und Süden in die Saar.
Dem Pulverbach folgt auf ganzer Länge linksseits die Bahnstrecke Rémilly–Saarbrücken. Die an seinen Zuflüssen aufgestauten Mühlenweiher wurden einst vom Deutschen Orden angelegt.

### Zuflüsse
Vom Ursprung zur Mündung. Längenangaben nach dem Geoportal Saarland Kartenviewer für das Saarland (Hinweise)
- Friedhofsbach (rechts), 1,1 km
- Folstergraben (rechts), 1,0 km
- Ehrentalbach (rechts), 0,7 km